# Catada undilinea
Catada undilinea är en fjärilsart som beskrevs av George Francis Hampson. Catada undilinea ingår i släktet Catada och familjen nattflyn. Inga underarter finns listade i Catalogue of Life.